# Leon Biedkowski
Leon Biedkowski – członek sprzysiężenia podchorążych, emisariusz związku do Galicji, aresztowany 27 listopada 1830 roku, podporucznik 3. Pułku Strzelców Pieszych, w czerwcu 1831 roku mianowany kapitanem 11. Pułku Strzelców Pieszych.